# Teaterbutikken
Teaterbutikken er en teaterskole for børn og unge med status som fritidsklub; den har eksisteret i 30 år og fungerer som en selvejende institution i Københavns Kommune uden optagelsesprøve, men med venteliste. De forestillinger der skabes bliver til i et samarbejde mellem elever og lærere.
Af de seneste forestillinger kan nævnes:
- I virkeligheden, 2009
- "Jeg glemte at fortælle", en turnéforestilling, 2009
- KAMPING, 2008
- Sanselabyrint, 2008
- Toulouse, 2008
- Transnichtia, 2007